# Székelykocsárd

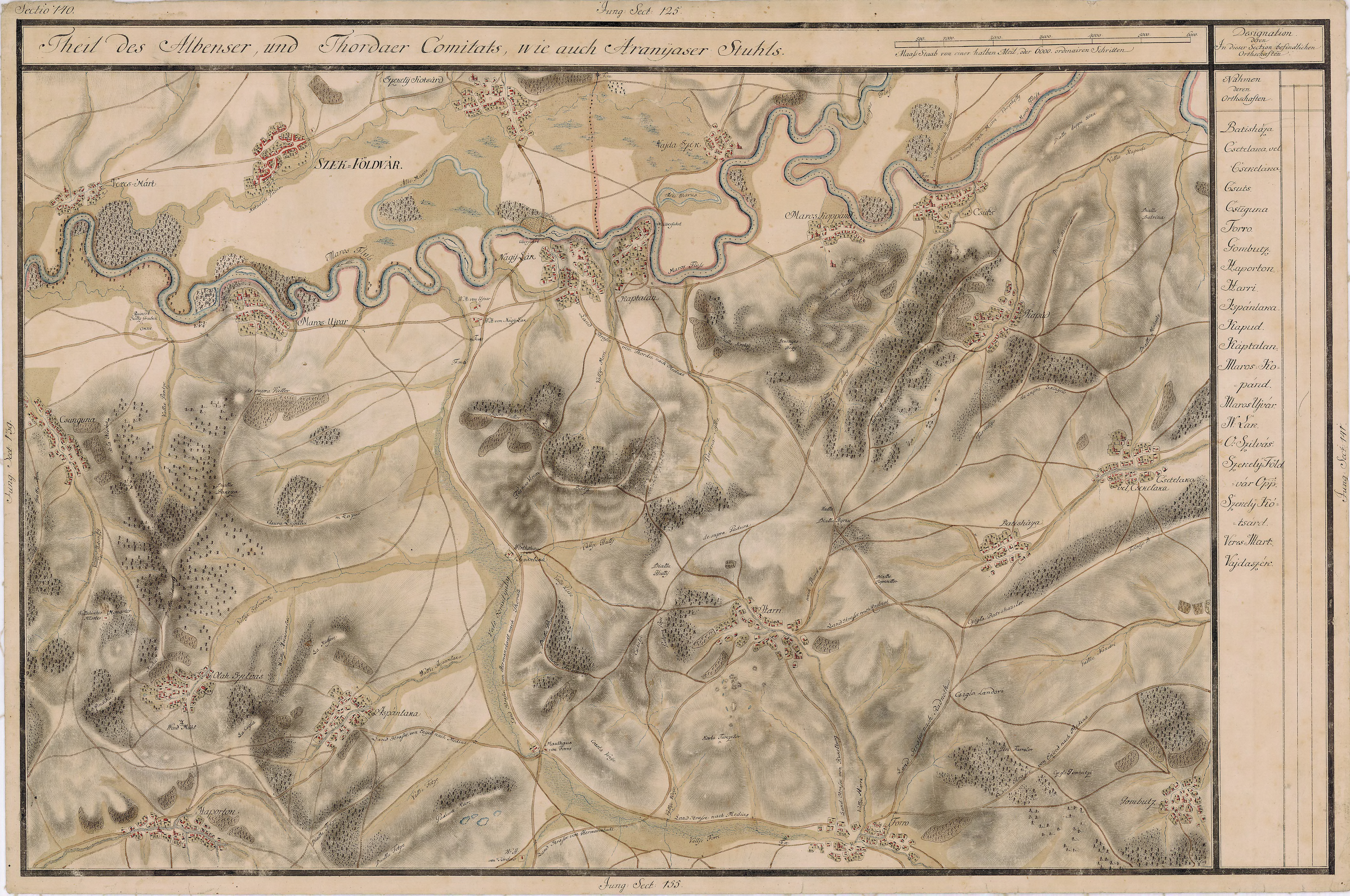
Székelykocsárd környéke 1770 körül

Székelykocsárd (románul Lunca Mureșului, korábban Cucerdea, németül: Kahlenberg) falu Romániában Fehér megyében, Székelykocsárd község központja.

## Nevének eredete
Orbán Balázs az általa végzett kutatások során megállapította, hogy Székelykocsárd ősrégi település, mely római "colonia" volt. Tehát az első neve a rómaiak idejéből származik: Cocardia. A név, feltételezése szerint  kokárdát jelent.
A későbbiekben a település neve Kotsárd lett. A Kotsárd név a helyi református gyülekezetnek adományozott tányérra van rávésve, ami 1677-ből származik. Feltehetően a nyelvújítás korában kapta a Kocsárd, majd a Székelykocsárd nevet.

## Fekvése

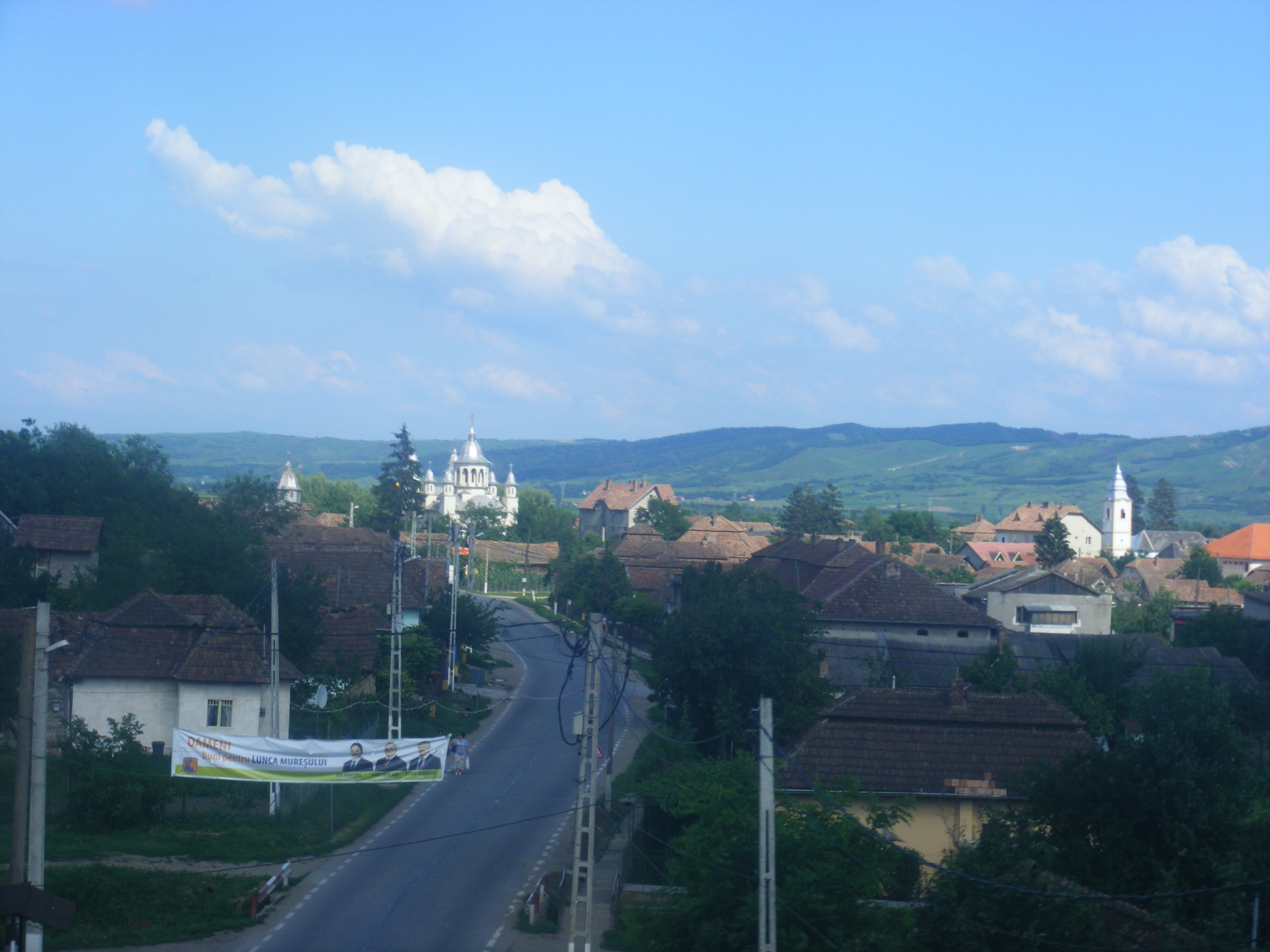
Székelykocsárd látképe

Székelykocsárd a 23 fok 52 perc keleti hosszúsági kör és a 46 fok 24 perc északi szélességi kör metszésénél, a Maros jobb partján fekszik. Erről az oldalról közelítve meg a történelmi Székelyföld Aranyosszékének az első települése.
A falu Nagyenyedtől 25 km-re a Keresztesmező déli szélén a Tóhely-völgyön át északról érkező patak mellett települt. Ma községközpont, a községnek Vajdaszeg is része. Vasútállomása, egyben vasúti csomópont is, románul Războieni.

## Története
1291-ben terra Kichard néven említik először. Aranyosszék része a megyerendszer 1876-os átszervezéséig. Már 1332-ben plébániatemploma volt. Itt szenvedte el Esze Tamás kuruc vezér élete legnagyobb vereségét.
1849-ben a román felkelők 60 magyar lakosát lemészárolták. 1910-ben 1677 lakosából 1098 magyar, 469 román volt. A második világháború után magyar többségét elveszítette, 1977-ben 2821 lakosából 1702 román, 1042 magyar volt. A trianoni békeszerződésig Torda-Aranyos vármegye Felvinci járásához tartozott. 1992-ben 2105-en lakták, a hozzátartozó Vajdaszeggel együtt 2647 lakosából 1688 román, 797 (30%) magyar volt.

## Látnivalók
- Középkori temploma a Rossz-patak völgyében állott, ma Ótemetőnek hívják azt a helyet.
- Mai református temploma 1676-ban épült, tornya 1730-ból való.
- 18. századi ortodox fatemplom[3]

## Híres emberek
- Itt született 1940. január 22-én Gyenge Csaba romániai magyar gépészmérnök, a Magyar Tudományos Akadémia külső tagja.
- Itt született 1948. szeptember 5-én Kónya-Hamar Sándor költő, közíró, szerkesztő, politikus.